# Laughing Gravy
Laughing Gravy is een Amerikaanse komische korte film van Laurel en Hardy uit 1931. Het is een remake van Laurel & Hardy's laatste stomme film Angora Love uit 1929.

## Verhaal
In een barre winter overnachten Laurel en Hardy met hun hondje Laughing Gravy in een pension. Stan heeft de hik en daardoor slaat het keffertje aan. De hondenhatende huisbaas, gespeeld door Charlie Hall, gooit het hondje eruit, de vrieskou in. In een poging het diertje weer binnen te halen beleven Stan en Ollie benauwde momenten op het dak. Aan het eind van de film neemt het lot een onverwachte wending...

## Rolverdeling
| Acteur        | Personage  |
| ------------- | ---------- |
| Stan Laurel   | Stan       |
| Oliver Hardy  | Ollie      |
| Charlie Hall  | landheer   |
| Harry Bernard | politieman |

## Trivia
- De film kent twee versies: in de ene eindigt het verhaal als blijkt dat Stan en Ollie twee maanden langer in het pension moeten blijven omdat het huis onder quarantaine wordt geplaatst; de huisbaas kan dit niet aan en pleegt zelfmoord. In de andere versie krijgt Stan een erfenis onder voorwaarde dat hij de vriendschap met Ollie verbreekt.